# Züsedom
Züsedom is een ortsteil van de Duitse gemeente Rollwitz in de deelstaat Mecklenburg-Voor-Pommeren. Tot 1 januari 2012 was Züsedom een zelfstandige gemeente.